# Amerikaanse keizerlibel
De Amerikaanse keizerlibel (Anax junius) is een echte libel (Anisoptera) uit de familie van de glazenmakers (Aeshnidae). De wetenschappelijke naam van de soort werd in 1773 als Libellula junia gepubliceerd door Dru Drury. De Nederlandstalige naam is ontleend aan Libellen van Europa.

## Status
De soort staat op de Rode Lijst van de IUCN als niet bedreigd, beoordelingsjaar 2007, de trend van de populatie is volgens de IUCN stabiel.

## Verspreiding en leefgebied
De Amerikaanse keizerlibel komt voor in Noord-Amerika. Een enkele keer worden zwervers in Europa waargenomen.

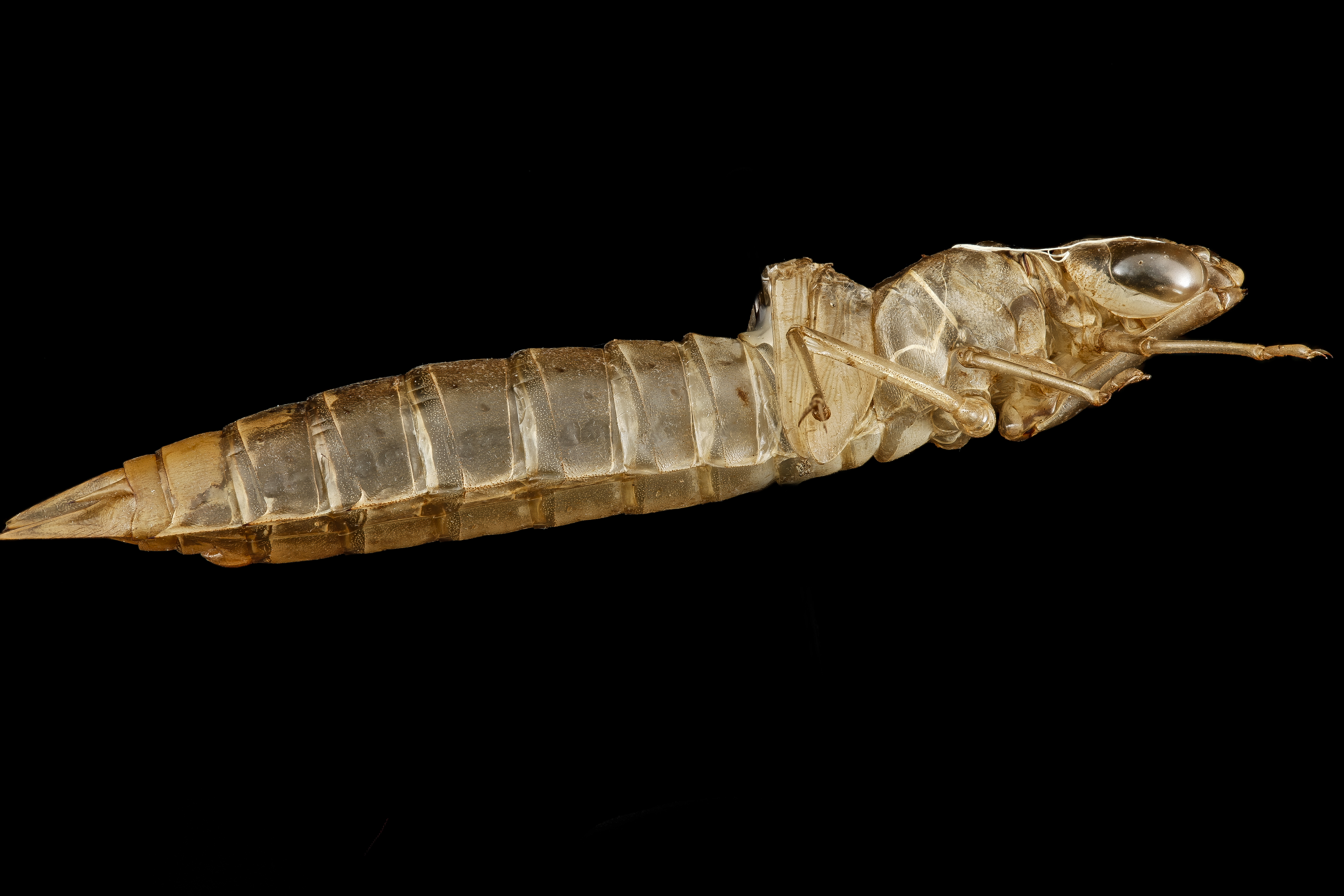
Exuvium